# Kantate auf die Erhebung Leopolds II. zur Kaiserwürde
Die Kantate auf die Erhebung Leopolds II. zur Kaiserwürde (WoO 88) ist ein Werk für Soli, gemischten Chor und Orchester, das der 19-jährige Ludwig van Beethoven 1790 in der kurkölnischen Residenzstadt Bonn komponierte.

## Entstehung
Die Krönung Leopolds II. fand am 9. Oktober des erwähnten Jahres in Frankfurt am Main statt. Die Kantate entstand wahrscheinlich im vorangehenden Sommer. Zuvor hatte Beethoven die Kantate auf den Tod Kaiser Josephs II. (WoO 87) komponiert, deren Text von Severin Anton Averdonk stammt. Stilistische Indizien sprechen dafür, dass Letzterer auch den Text der Leopold-Kantate verfasste.

## Zur Musik
Indem zu Beginn ein offenes Rezitativ vom ruhenden Joseph II. berichtet, knüpft das Werk an die vorangehende Kantate an. Die Musik entwickelt sich von einem schlichten Streichersatz zu einem festlichen Abschluss mit Trompeten und Pauken.
Der Violoncello-Part der Arie „Fließe, Wonnezähre, fließe!“ ist möglicherweise auf Bernhard Romberg zugeschnitten, der kurz zuvor Cellist der Hofkapelle geworden war. Die Sopranpartie erinnert an die Arie der Konstanze „Martern aller Arten“ im zweiten Akt von Mozarts Oper Die Entführung aus dem Serail. Wie Musikwissenschaftler Lewis Lockwood ausführte, beschäftigte sich Beethoven um 1790 intensiv mit Mozarts Schaffen. Der Schlusschor „Heil! Stürzet nieder Millionen“ lehnt sich thematisch an Schillers Ode An die Freude an, deren Vertonung Beethoven bereits kurze Zeit nach Vollendung der Kantate plante. Dieses Vorhaben setzte er schließlich mit der Vollendung seiner Neunten Sinfonie im Jahr 1824 in die Tat um.

## Wirkung
Wie für die Josephs-Kantate ist keine Aufführung zu Beethovens Lebzeiten bekannt. Einem Bericht von Beethovens Freund Franz Gerhard Wegeler zufolge soll eines der beiden Werke Haydn zu der Empfehlung an Beethoven veranlasst haben, bei ihm in Wien Unterricht zu nehmen.